# 徳島バス阿南
徳島バス阿南株式会社（とくしまバスあなん、通称: 阿南バス）は徳島県の路線バス・貸切バス事業者で、2023年9月30日まで存在していた徳島バスの子会社である。2023年10月1日に徳島バスに吸収合併された。

## 概要
本社は徳島県阿南市橘町幸野85番地。徳島バス南部（南部バス）とともに徳島バスのグループ企業であり、南海電気鉄道のグループ企業でもある（阿南バスの親会社である徳島バスが南海電鉄の子会社であるため）。
もともと徳島バスが運行していた阿南市内のローカル路線を、1985年（昭和60年）の分社化により引き継いで運行していた。

## 車両情報
合併時は日野・ポンチョ(ナカちゃん号)を１台、三菱ふそう・ローザを２台、日野・リエッセを４台、徳島バスより転籍した三菱ふそう・エアロミディを１台、日野・ブルーリボンを２台所有していた。ナカちゃん号と日野リエッセの一部は徳島バスに移籍となったが、それ以外は全て除籍、廃車となってしまった。（2023/10/19日、橘営業所にて方向幕とナンバープレートが外されていた。)

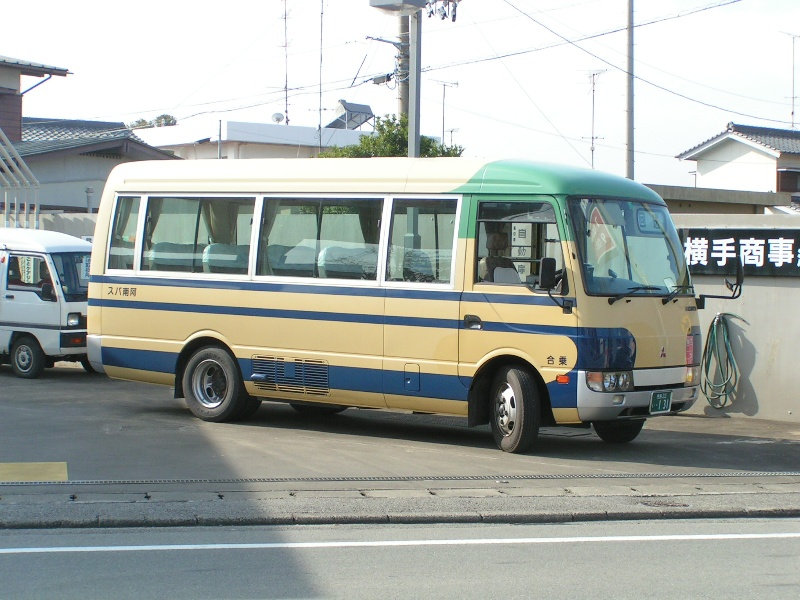
徳島バス阿南三菱ふそうローザ路線車(徳島県阿南市内にて)

## 車庫所在地
- 本社（徳島バス橘営業所）
徳島県阿南市橘町幸野85番地

## 主なターミナル
- 阿南駅
- 徳島バス株式会社橘営業所
- 小吹川原(椿泊)
- 阿南光高校前
- 加茂谷
- 阿南医療センター前

## 路線

### 路線バス
阿南駅を発着する阿南市内各所への路線、および橘営業所から徳島バスの橘発着便と接続して運行する路線がある。2019年10月の伊座利・由岐線（橘営業所 - 伊座利 - 阿部 - 由岐駅）廃止後はすべての路線が阿南市内となっている。なお路線の状況については徳島バス合併後の動きも含んでいる。
- 加茂谷線・椿泊線
  - 加茂谷 - 南島 - 阿南光高校前 - 阿南医療センター - 富岡西高前 - 阿南合同庁舎 - 阿南市役所前 - フジグラン阿南 - 阿南駅 - フジグラン阿南 - 見能林駅前 - 阿南高専前 - 橘駅前 - 橘営業所 - 橘西 - 北鵠 - 小吹川原
    - 加茂谷 - 橘営業所、橘営業所 - 小吹川原の区間便あり
- 新野線
  - 月夜発着：橘営業所 - 橘西 - 北鵠 - 新野駅前 - 新野高前 - 新野局前 - 生谷 - 月夜
  - 喜来発着：橘営業所 - 橘西 - 北鵠 - 新野駅前 - 新野高前 - 新野局前 - 久田 - （圓福寺→/←新野西小学校） - 喜来
    - 2024年10月1日の路線再編・ダイヤ改正をもって廃止予定。
- 長生線
  - 橘営業所 - 橘西 - 阿南二中前 - 桑野上 - 明谷梅林前 - 長生 - 南島 - 阿南光高校前 - 阿南医療センター - 富岡西高前 - 阿南合同庁舎 - 阿南市役所前 - フジグラン阿南 - 阿南駅 - フジグラン阿南 - 見能林駅前 - 阿南高専前 - 橘駅前 - 橘営業所
    - 橘営業所 - 長生 - 阿南駅の区間便あり
    - 2020年10月1日：「橘営業所 - 桑野上 - 長生」を延伸、「本庄」経由から「南島・医療センター」経由に変更[3]
    - 2024年10月1日の路線再編・ダイヤ改正をもって阿南駅 - 阿南高専前 - 橘営業所間を廃止、路線を短縮する予定。
- 淡島線
  - サンアリーナ経由：淡島海岸 - 向原 - サンアリーナ - フジグラン阿南 - 阿南駅 - フジグラン阿南 - 阿南市役所前 - 阿南合同庁舎 - 富岡西高前 - 阿南医療センター
    - 淡島海岸 - 阿南駅の区間便あり

  - 領家経由：淡島海岸 - 向原 - 領家 - フジグラン阿南 - 阿南駅 - フジグラン阿南 - 阿南市役所前 - 阿南合同庁舎 - 富岡西高前 - 阿南医療センター
    - 2024年10月1日の路線再編・ダイヤ改正より廃止となる中林海岸線を統合する形で北ノ脇発着便を設定予定。
- 大潟線
  - 大潟 - 健生阿南診療所前 - ハローズ津乃峰店前 - 見能林校前 - 見能林駅前 - フジグラン阿南 - 阿南駅 - フジグラン阿南 - 阿南市役所前 - 阿南合同庁舎 - 富岡西高前 - 阿南医療センター
    - 大潟 - 阿南駅の区間便あり
    - 2020年10月1日：「打樋」経由から「ハローズ・阿南診療所」経由に変更[3]
    - 2024年10月1日の路線再編・ダイヤ改正をもって廃止予定。
- 中林海岸線
  - 北ノ脇 - 中林 - 阿南自動車学校 - サンアリーナ - フジグラン阿南 - 阿南駅 - フジグラン阿南 - 阿南市役所前 - 阿南合同庁舎 - 富岡西高前 - 阿南医療センター
    - 北ノ脇 - 阿南駅の区間便あり
    - 2020年10月1日：経路を「北ノ脇 - 中林 - 中林海岸」から「サンアリーナ - 自動車学校 - 中林 - 北ノ脇」に変更[3]
    - 2024年10月1日の路線再編・ダイヤ改正をもって廃止予定。
- 橘営業所線
  - 阿南駅 - フジグラン阿南 - 見能林駅前 - 阿南高専前 - 橘駅前 - 橘営業所

### コミュニティバス
- 阿南市循環バスナカちゃん号（愛称のナカちゃん号は後日公募で決定）
2009年度（平成21年度）～2011年度（平成23年度）の予定で国の補助事業を活用して、阿南市地域公共交通協議会を主体にした阿南市の委託事業で、運行ルートやダイヤ改正を実施しながら、本格運行を目指していた。2009年（平成21年）11月1日に実証運行を開始し、阿南駅を起／終点（ただし、一部の便を除き徳島バス橘営業所（徳島バス阿南本社）の発着）にして阿南市中心部を循環。循環バスのみ、ルート上であれば、徳島バスや阿南バスが運行するほかの路線の国道55号などの重複している箇所も含めてフリー乗降制である。

2010年（平成22年）7月1日に一部の時刻などを変更、同年10月1日及び翌2011年（平成23年）11月1日に路線と時刻の改正を行い、2013年（平成25年）4月1日から運行主体が阿南バスになった。2014年（平成26年）4月に一部区間の料金を改定。
- コースは阿南駅から西に回るコースを「西回り」、東に回るコースを「東回り」としている。
  - 下記はいずれも西回りコース（東回りコースは逆に運行）
    - 2009年11月1日運行開始時
      - 阿南駅→阿南駅北→阿南市役所前→阿南駅前通り→富岡中→阿南合同庁舎前→富岡西高前→中央病院前→中央病院→高川原南→高川原北→大京原橋南→大京原橋北→大久保→新ノ池→中分→羽ノ浦→羽ノ浦北→阿南共栄病院前（西回りのみ停車？）→阿南共栄病院→羽ノ浦役場前→中分→黒地西→黒地→敷地→那賀川公民館前→今津浦→古津→阿波公方・歴史民俗資料館前→那賀川支所前→道の駅 公方の郷なかがわ前→神明宮前→出島川橋→那賀川大橋北→辰巳工業団地→住吉→アピカ西→西路見→領家→フジグラン→阿南駅
        - 2010年7月1日：西回りコースの第1便の終点が阿南共栄病院へ延長、東回りコースの第2便の始点が阿南共栄病院に変更

    - 2010年10月1日改正
      - 西回りコースの第1便の終点が春日野団地へ延長、東回りコースの第2便の始点が春日野団地に変更
      - 阿南駅→阿南駅北→阿南市役所前→阿南駅前通り→富岡中→阿南合同庁舎前→富岡西高前→中央病院前→中央病院→高川原南→高川原北→大京原橋南→大京原橋北→大久保→新ノ池→中分→羽ノ浦役場前→阿南共栄病院→阿南共栄病院前→羽ノ浦北→宮倉→黒地西→黒地→敷地→那賀川公民館前→今津浦→古津→阿波公方・歴史民俗資料館前→那賀川支所前→阿波中島駅前→村上内科外科医院前→道の駅 公方の郷なかがわ前→神明宮前→出島川橋→那賀川大橋北→辰巳工業団地→住吉→アピカ西→西路見→領家→フジグラン→阿南駅

    - 2011年11月1日改正
      - 阿南駅→阿南駅北→阿南市役所前→阿南駅前通り→富岡中→阿南合同庁舎前→富岡西高前→中央病院前→中央病院→高川原南→高川原北→大京原橋南→大京原橋北→大久保→新ノ池→中分→羽ノ浦役場前→阿南共栄病院→羽ノ浦中学校口→春日野南→春日野中→春日野団地→春日野中→春日野南→羽ノ浦中学校口→阿南共栄病院→羽ノ浦役場前→羽ノ浦→宮倉→黒地西→黒地→敷地→那賀川公民館前→今津浦→古津→阿波公方・歴史民俗資料館前→那賀川支所前→阿波中島駅前→村上内科外科医院前→道の駅 公方の郷なかがわ前→神明宮前→出島川橋→那賀川大橋北→住吉→アピカ西→西路見→領家→フジグラン→阿南駅
        - 2017年10月1日改正：一部の時刻改正[5]

    - 2018年10月1日改正
      - 路線及び時刻の変更[6]
      - 2019年5月7日改正：一部停留所名変更

    - 2022年4月現在（一部停留所のみ記載）
      - 阿南駅 - 阿南市役所前 - 合同庁舎前 - 富岡西校前 - 阿南医療センター前 - 羽ノ浦役場前 - 古毛児童公園 - 春日野団地 - 羽ノ浦役場前 - 那賀川公民館前 - 民俗資料館前 - 那賀川支所前 - 阿波中島駅前 - 道の駅公方の郷 - 神明宮前 - 那賀川大橋北 - アピカ西 - フジグラン前 - 阿南駅